# Болдыревка (Харьковская область)
Болдыревка (укр. Болдирівка) — село,
Петровский сельский совет,
Купянский район,
Харьковская область.
Код КОАТУУ — 6323785003. Население по переписи 2001 года составляет 125 (59/66 м/ж) человек.

## Географическое положение
Село Болдиревка находится на правом берегу реки Сенек в 3-х км от места впадения её в реки Оскол.
Выше по течению примыкает к селу Прокоповка,
ниже по течению и на противоположном берегу — село Осиново.
На расстоянии в 1 км проходит автомобильная дорога Т-2109.

## История
- 1800 — дата основания.

## Объекты социальной сферы
- Фельдшерско-акушерский пункт.